# 769 Tatjana
769 Tatjana eller 1913 TA är en asteroid i huvudbältet, som upptäcktes den 6 oktober 1913 av den ryske astronomen Grigorij N. Neujmin vid Simeiz-observatoriet på Krim. Den har fått sitt namne efter karaktären Tatjana Larina i Aleksandr Pusjkin roman Eugen Onegin.
Asteroiden har en diameter på ungefär 96 kilometer.